# Rita Dove

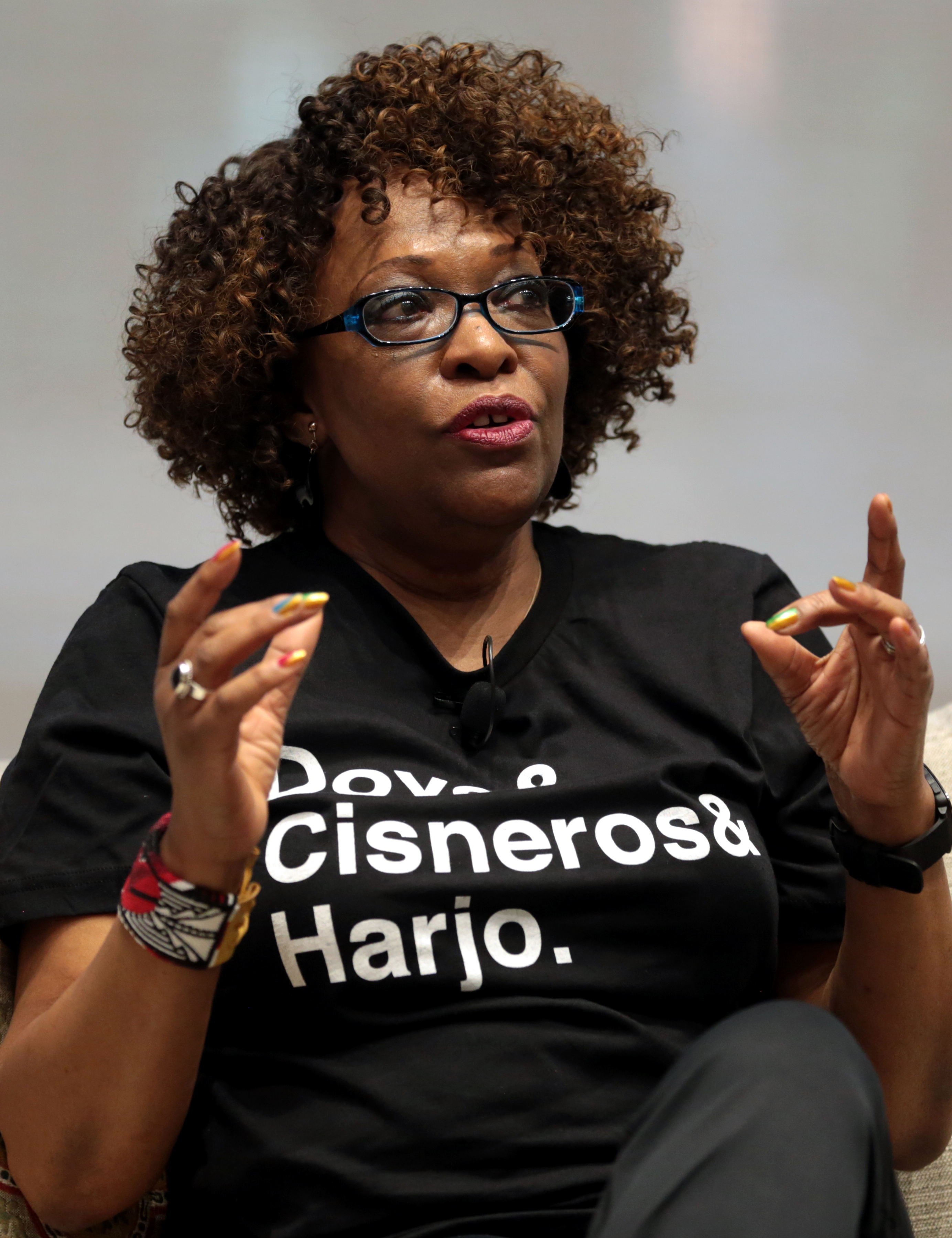
Rita Dove (2017)

Rita Frances Dove, verheiratete Viebahn (* 28. August 1952 in Akron, Ohio), ist eine US-amerikanische Dichterin und Schriftstellerin.

## Leben
Rita Dove erwarb 1973 einen Abschluss in Englisch (Kreatives Schreiben) an der Miami University of Ohio und verbrachte danach ein Jahr als Fulbright-Stipendiatin an der Universität Tübingen. Ihren Magisterabschluss (M.F.A. – Master of Fine Arts) machte sie 1977 an der University of Iowa. Von 1977 bis 1981 reiste sie viel und verbrachte längere Zeit als freie Autorin in Oberlin (Ohio), Dun Laoghaire (Irland), West-Berlin und Jerusalem (Israel). Von 1981 bis 1989 unterrichtete Dove Kreatives Schreiben an der Arizona State University. Seit 1989 unterrichtet sie das Schreiben von Lyrik an der University of Virginia in Charlottesville, wo sie seit 1993 den Lehrstuhl als Commonwealth Professor of English innehat.
1987 erhielt Dove den Pulitzer-Preis für ihren Gedichtzyklus Thomas and Beulah (Carnegie Mellon University Press: 1986), für den sie sich von der Lebensgeschichte ihrer Großeltern inspirieren ließ. Diese hatten wie viele andere schwarze Amerikaner in der ersten Hälfte des zwanzigsten Jahrhunderts die Südstaaten verlassen und in nördlicher gelegenen Industriezentren nach Arbeit gesucht. In diesem wie in anderen Werken setzt Dove die scheinbar unwichtigen Momente, die das Leben ihrer Figuren ausmachen, in Bezug zu historischen und politischen Entwicklungen und versucht, die konkrete Lebensrealität einfacher Menschen, die in herkömmlichen Geschichtsbüchern oft unsichtbar bleibt, greifbar zu machen.
Von 1993 bis 1995 war Rita Dove Poet Laureate der Vereinigten Staaten. Sie war die jüngste Person, der diese Ehre bis zu diesem Zeitpunkt zugekommen war. In dieser Funktion versuchte Dove vor allem zu vermitteln, dass Lyrik nicht einer Elite vorbehalten ist, sondern Platz im alltäglichen Leben haben und einer breiten Masse von Menschen zugänglich sein sollte. In diesem Zusammenhang trat sie z. B. auch in der Sesamstraße auf, um Kinder für Gedichte und Literatur zu begeistern.
Dove wurde in die Anthologie Daughters of Africa aufgenommen, die 1992 von Margaret Busby in London und New York herausgegeben wurde. Ihre Collected Poems: 1974–2004 wurden 2017 mit dem NAACP Image Award for Outstanding Literary Work in der Kategorie Poetry ausgezeichnet.
2018 wurde sie Poetry Editor des New York Times Magazine.

## Familie
Im Jahr 1979 heiratete sie den deutschen Schriftsteller Fred Viebahn aus Gummersbach. 1981 zogen sie nach Tempe, Arizona. 1983 wurde ihre Tochter Aviva Dove-Viebahn in Phoenix (Arizona) geboren, die später Assistant Professor für Englisch und Drehbuchautorin wurde. Seit 1989 lebt das Paar in Charlottesville, Virginia.

## Werke
- The Yellow House on the Corner (Gedichte) (1980)
- Museum (Gedichte) (1983)
- Fifth Sunday (Kurzgeschichten) (1985)
- Thomas and Beulah (Gedichte) [Die morgenländische Tänzerin] (1986)
- Grace Notes (Gedichte) (1989)
- Through the Ivory Gate (Roman) (1992)
- Selected Poems (Gedichte) (1993)
- The Darker Face of Earth (Versdrama) (1994)
- Mother Love (Gedichte) (1995)
- The Poet’s World (Vorträge und Essays) (1995)
- On the Bus with Rosa Parks (Gedichte) (1999)
- American Smooth (Gedichte) (2004)
- Sonata Mulattica (Gedichte) (2009), über Beethoven und George Bridgetower
- The Penguin Anthology of 20th Century American Poetry (alleinige Herausgeberin) (2011)
- Collected Poems 1974–2004 (Gedichte) (2016)
- Playlist for the Apocalypse (Gedichte) (2021)

auf Deutsch
- Die morgenländische Tänzerin (Gedichte, Rowohlt Verlag) (1988)
- Die gläserne Stirn der Gegenwart (Gedichte, Heiderhoff Verlag) (1989)
- Das dunklere Antlitz der Erde (Theaterstück) (2002) (Online-Version; PDF; 382 kB)